# Drum (tabacco)
Drum è una marca olandese di articoli per fumatori, che produce principalmente tabacco da sigaretta. La marca è diventata talmente famosa che spesso con il termine "drum" si può intendere in generale il tabacco sfuso per sigarette.

## Storia

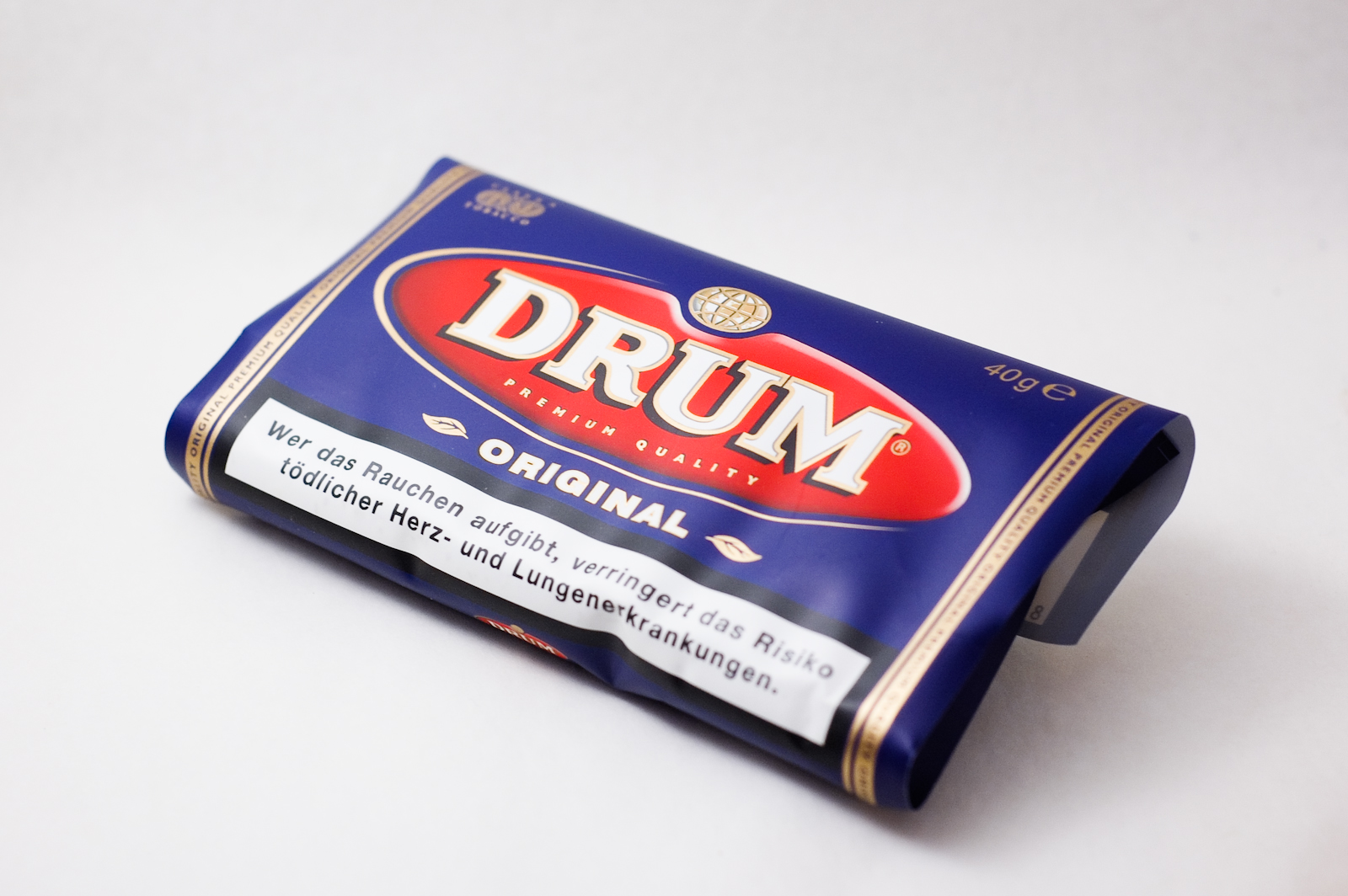
Confezione di Drum Halfzware Shag (40g) venduto in Austria.

Inizialmente prodotto dalla olandese Douwe Egberts corporation, Drum venne acquistato dalla Sara Lee Corporation e definitivamente ceduto alla britannica Imperial Tobacco, il produttore attuale. Drum è uno dei marchi strategici di Imperial Tobacco: è commercializzato in oltre 45 paesi con punte massime in Germania, Francia, Belgio, Paesi Bassi e Regno Unito.

## Prodotti

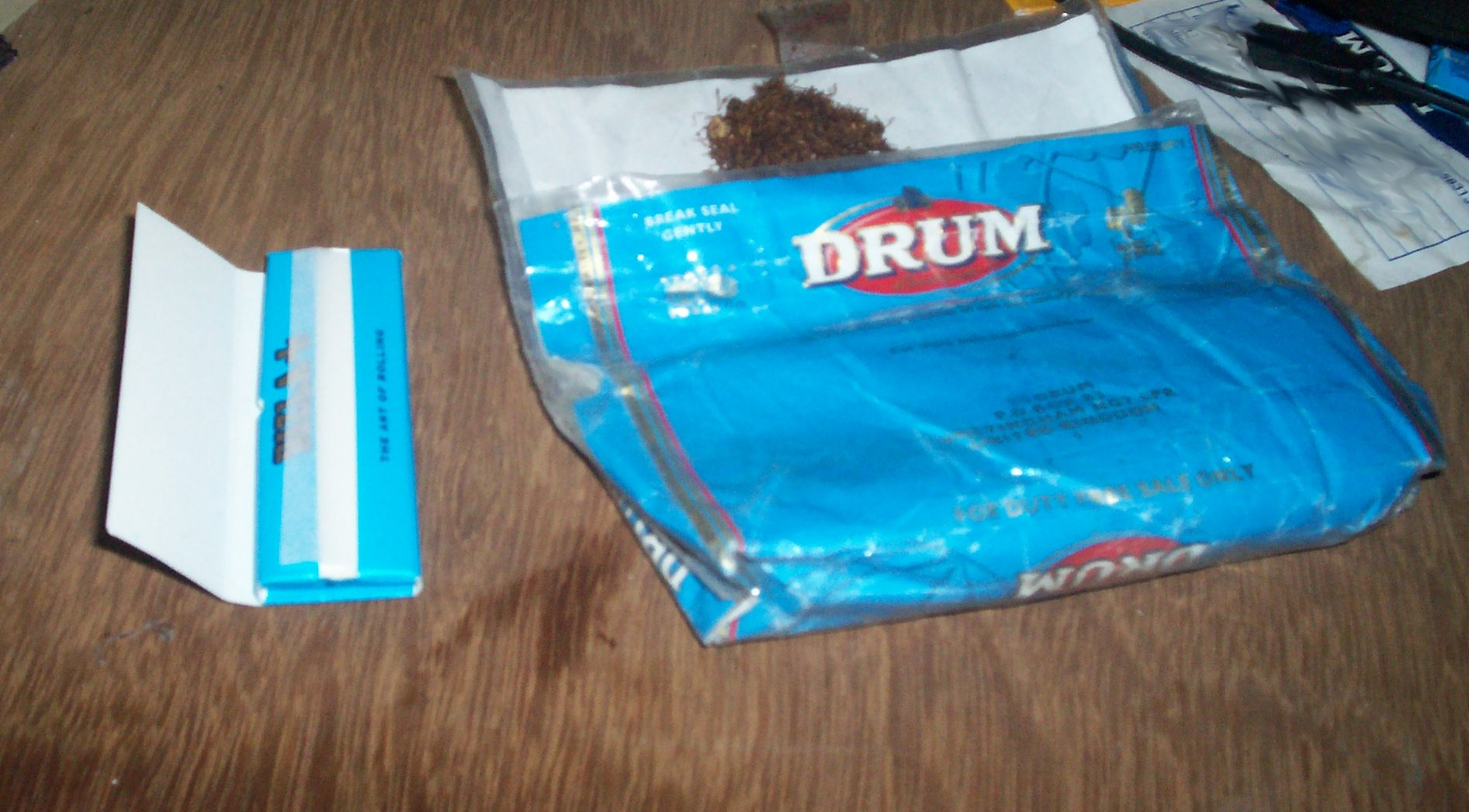
Confezione di Drum Bright Blue con cartine.

- Drum Halfzware Shag Tobacco o Drum Original: in confezioni da 40g, significa "di pesantezza media" (zwaar = pesante). È costituito da una miscela di tabacchi Dark Kentucky e Bright Virginia.
- Drum Bright Blue: costituito da una miscela di Dark Kentucky in minor parte, maggioranza di Bright Virginia e Burley & Oriental, qualità che conferisce il tipico aroma. Confezioni da 60g.
- Drum Yellow: costituito in minima parte da Dark Kentucky e una miscela equivalente di Bright Virginia e Burley & Oriental. È il più aromatico della gamma. Confezioni da 40g.
- Drum White: costituito in maggioranza da Bright Virginia e in parte anche da Burley & Oriental. Questo tabacco è al tempo stesso leggero e aromatico. Confezioni da 40g.
- Drum 100% Tobacco: naturale e senza additivi. Confezioni da 25g.
- Cartine da rollaggio

## Caratteristiche
La principale differenza con il normale tabacco contenuto nelle sigarette è il taglio più fine del trinciato e la sua maggiore umidità.

## Composizione delle miscele europee[nonchiaro]
| Tabacco           | Select | Original | Bright Blue | Gold   |
| ----------------- | ------ | -------- | ----------- | ------ |
| Dark Kentucky     | ****** | *****-   | **----      | *----- |
| Bright Virginia   | ****** | *****-   | *****-      | ****-- |
| Burley & Oriental | ------ | ------   | ***---      | ****-- |